# Dijagnostička laparoskopija
Dijagnostička laparoskopija je jedna od sve više korišćenih metoda, i metoda izbora u dijagnostici nepalpabilnih (intra-abdominalnih) testisa, interseksualnih anomalija, abdominalne traume, cista jajnika itd.
Dijagnostička laparoskopija je tehnički lako izvodljiva, kratkog je trajanja (do 5 minuta), retkih kantraindikacija i komplikacija. Najveće vrednosti ove metode su minimalna invazivnost u odnosu na hiruršku eksploraciju i veća pouzdanost, sa manjim brojem komplikacija u odnosu na hirurške metode u dijagnostici mnogih stanja u hirurgiji. Njenom primenom mnogi pacijenti izbegavaju izlaganje, sada nepotrebnim klasičnim hirurškim eksploracijama.

## Priprema
Pre dijagnostičke laparoskopije moraju se obaviti laboratorijski i drugi testovi:
- kompletna krvna slika (KKS),
- koagulogram,
- krvna grupa i Rh faktor,
- radiogram grudnih organa, bubrega, uretera i mokraćne bešike.

## Način izvođenja
Dijagnostička laparoskopija se izvodi uz pomoć specijalno dizajniranog instrumenta laparoskopa, sa hladnim svetlom visokog intenziteta i kamerom na vrhu. Na drugom kraju laparoskop je povezana sa monitorom visoke rezolucije.
Da bi hirurg mogao videti uz pomoć laparoskopa, on ovaj instrument ubacuju unutar trbuha, kroz načinjen otvor na trbušnom zidu. Slika unutrašnjosti trbuha, koja se zatim može vidi na monitoru omogućava hirurgu da gledanjem promena dijagnostikuje ili otkriti patološka stanja u trbuhu.
Postupak se obično obavlja u bolnici u sterilnoj tehnici u operacionoj sali ili dobro opremljenoj endoskopskoj sali.
Dijagnostička laparoskopija se obično se izvodi ili pod opštom anestezijom, ili u odabranim slučajevima pod lokalnom anestezijom uz intravensku sedaciju i analgeziju sa opioidnim anestetikom i sedativom kratkog delovanja (npr midazolam ili propofol).

## Indikacije

### Bol u trbuhu
Laparoskopija ima ulogu u dijagnostici akutnog i hroničnog bola u trbuhu. Kako postoji mnogo uzroka bolova u trbuhu, koji uključuju zapaljenje crvuljka, adhezije ili ožiljke unutar trbuha, karlične infekcije, endometriozu, krvarenje u trbuhu i ređe karcinom, oni se mogu dijagnostikovati ovom metodom.
Akutni bol u trbuhu je jedna od najčešćih indikacija za posetu odeljenju hitne pomoći. Kod 30-40% ovih pacijenata, etiologija abdominalnog bola ostaje neuhvatljiva uprkos laboratorijskim i radiološkim ispitivanjima. Kada dijagnoza upornog akutnog abdominalnog bola u trajanju kraćem od 7 dana ostaje neizvesna nakon osnovnih dijagnostičkih i radioloških ispitivanja, ovo stanje se naziva nespecifičnim bolom u trbuhu (NSAP).
Tradicionalno, NSAP se leči ili otvorenom eksploratornom laparotomijom za stanja za koja se pretpostavlja da pacijent ima ili uz aktivno posmatranje. Nažalost, ovi pristupi su često bili povezani sa produženim boravkom u bolnici, većim brojem radioloških imidž studija i laparotomija sa negativnim nalazima i nezadovoljstvom pacijenata ako dijagnoza nije mogla biti postavljena. Ovaj scenario je posebno rasprostranjen kod trudnica i gojaznih pacijenata, kod kojih je dostupnost ili pristup studijama snimanja ograničena gestacijskom dobom ili veličinom pacijenta.
U ovom okruženju, dijagnostička laparoskopija je poželjan sledeći korak u lečenju jer dozvoljava sledeće:
- Vizuelizacija cele trbušne duplje

- Lokalizacija intraabdominalne patologije

- Sticanje peritonealne tečnosti za kulture ili citologiju

- Sposobnost navodnjavanja peritonealne šupljine kako bi se smanjila kontaminacija

- U mnogim slučajevima, specifične terapijske intervencije (npr. laparoskopska holecistektomija, apendektomija ili druga kurativna resekcija)

### Trbušna masa.
Pacijent može imati kvržicu (masu ili tumor) utrbuhu, koju može pacijent napipati, a lekar palpirati ili videti na rendgenu. Većina masa zahteva definitivnu dijagnozu pre nego što se preporuči odgovarajuća terapija ili lečenje. Kod ovih stanja laparoskopija je jedna od idealnih tehnika dostupnih lekaru da direktno pogleda masu i dobije uzorak tkiva kako bi postavio tačnu dijagnozu.
Ascites
Kod nakupljanja tečnosti u trbušnoj šupljini, koje se naziva ascites, ponekad se ne može drugim dijagnostičkim metodama pronaći uzrok bez uvida u trbušnu šupljinu, što se često može postići laparoskopijom.

### Trauma
Dijagnostička laparoskopija je jedinstveno korisna u proceni hemodinamski stabilnih pacijenata koji su pretrpeli tupu ili prodornu traumu. Može da obezbedi tačnu dijagnozu intraabdominalnih povreda, čime se smanjuju neterapeutske laparotomije i povezane komplikacije. U nekim slučajevima se mogu izvoditi terapijske procedure, u zavisnosti od lokalne ekspertize i obima dodatnih povreda.
Dijagnostička laparoskopija je indikovana kod sledećih pacijenata sa traumom, kod kojih postoji:
- visok indeks sumnje na intraabdominalne povrede nakon negativne početne dijagnostičke obrade

- penetrirajuća trauma abdomena i lomljenjem peritoneuma gde se sumnja na povredu intraabdominalnog organa

- tangencijalne rane od metka gde je intraperitonealna putanja nejasna

Dijagnostička laparoskopija takođe može biti korisna za procenu povrede dijafragme kod pacijenata sa penetrirajućom traumom torakoabdominalnog regiona (verovatno više nego samo ultrasonografija), i uglavnom za stvaranje transdijafragmatičnog perikardnog prozora za dijagnozu ili ublažiti hemoperikard / tamponadu srca.
Dijagnostička laparoskopija kod pacijenata sa traumom se obično izvodi sa pacijentom pod opštom anestezijom; međutim, prijavljena je dijagnostička laparoskopija ED sa lokalnom anestezijom i intravenskom (IV) sedacijom. Dijagnostička laparoskopija je indikovana samo kod hemodinamski stabilnih pacijenata i onih pacijenata bez jasne indikacije za laparotomiju, kao što je evisceracija ili aspiracija/curenje žuči ili sadržaja creva.
Ograničenja koja podrivaju univerzalnu primenu dijagnostičke laparoskopije kod pacijenata sa traumom uključuju produženo vreme u operacionoj sali (OR) za postavljanje laparoskopske opreme (što može odložiti terapijsku intervenciju) i poteškoće povezane sa jasnom identifikacijom određenih povreda (npr. povrede creva i retroperitonealne povrede).

### Postupak „drugog pogleda“ ili praćenje raka.
Lekaru će možda trebati informacije u vezi sa statusom prethodno lečene bolesti, poput raka, odnosno može se javiti potreba da se sagleda stanje tumora u trbuhu, nakon lečenja nekim oblicima hemoterapije ili pre nego što je započeta dodatna hemoterapija ili zračenje.

#### Stadiranje intraabdominalnih karcinoma
Značajan procenat intraabdominalnih karcinoma se pokazao neoperabilnim zbog metastatske ili lokalno uznapredovale bolesti uprkos preoperativnoj obradi koja ukazuje na potencijalno resektabilnu bolest. Istorijski gledano, ovi pacijenti bi bili podvrgnuti morbidnim negativnim laparotomijama sa povezanim komplikacijama i rezultujućim kašnjenjem u započinjanju adjuvantne ili palijativne hemoterapije.
Dijagnostička laparoskopija za tačno utvrđivanje intraabdominalnih maligniteta naziva se stadijumska laparoskopija i izvodi se kao standardni deo stadijuma za sve veći broj podtipova raka. Postepena laparoskopija je korisna za procenu intraabdominalnog maligniteta u sledećim aspektima:

#### Tačnost stadijuma tumora
Izbegavanje neterapeutske laparotomije kod pacijenata sa metastatskim oboljenjima
Isključujući metastatsku bolest i dobijanje biopsije tkiva pre početka neoadjuvantne hemoterapije.
Dobijanje tkiva za dijagnozu (limfomi) ili izvođenje citologije peritonealne lavaže kako bi se isključilo prisustvo okultnih peritonealnih metastaza
Identifikacija pacijenata sa lokalno uznapredovalom bolešću (fiksni tumor ili vaskularna invazija) kada nema dokaza o udaljenim metastazama
Odabir odgovarajućeg palijativnog tretmana kod pacijenata sa uznapredovalom ili metastatskom bolešću
Procena odgovora na lečenje ili progresije bolesti nakon završetka neoadjuvantne hemoterapije i pre definitivne laparotomije
Procena pogodnosti za citoreduktivnu terapiju hipertermičnom intraperitonealnom hemoterapijom kod pacijenata sa peritonealnom karcinomatozom u vreme operacije.

### Dijagnoza hroničnih stanja
Bolesti jetre
Neinvazivne tehnike snimanja kao što su ultrazvuk, CT skeniranje (računarska tomografija) i MRI (magnetna rezonanca) mogu otkriti masu unutar ili na površini jetre. Ako neinvazivno snimanje ne može dati dovoljno informacija, možda će biti potrebna biopsija jetre kako bid se postavila tačna dijagnoza. Dijagnostička laparoskopija jedan je od najsigurnijih i najtačnijih načina za pribavljanje tkiva jetre za dijagnozu. Drugim rečima, jedan od načina prikupljanja tkiva za biopsiju je uzorkovanje jetre ili tumorske mase, laparoskopski, bez stvarnog otvaranja trbuha.
Eksplorativna laparoskopija je povezana sa stopom uspeha od 91% za dobijanje tačne dijagnoze kod pacijenata kojima je potrebna laparoskopska biopsija jetre i ima osetljivost i specifičnost od 100% i 97%, respektivno. jer može dodatno poboljšati tačnost dijagnostičke laparoskopije.

#### Nepalpabilni testis (kriptorhidizam)
Kod pedijatrijskih pacijenata sa nepalpabilnim testisima, dijagnostička laparoskopija nudi minimalno invazivnu alternativu otvorenoj hirurškoj eksploraciji za lociranje testisa. Dijagnostička laparoskopija je indikovana kada nalazi iz početne ingvinoskrotalne eksploracije nisu dijagnostički.
U prijavljenim serijama, dijagnostička laparoskopija je dozvolila lokalizaciju nepalpabilnog testisa sa tačnošću od 99-100%, a neterapeutska laparotomija je izbegnuta kod 15-30% pacijenata. Laparoskopski pregled takođe pruža informacije neophodne za planiranje terapije, uključujući dužinu i tačku ulaska u vas deferens, prisustvo maligne transformacije i status suprotnog testisa (ako nije spušten). Po potrebi, terapijska intervencija (orhidektomija ili orhidopeksija) može se izvesti laparoskopski u istom okruženju.

#### Hronični bol u karlici
Hronični bol u karlici, definisan kao bol u karlici koji traje više od 6 meseci, je složen poremećaj sa višestrukim osnovnim etiologijama koje se kreću od endometrioze i adhezija do karlične inflamatorne bolesti (PID).
Dijagnostička laparoskopija omogućava direktnu vizualizaciju karličnih struktura, omogućavajući identifikaciju uobičajenih etiologija, uključujući endometriozu, adhezije i ciste jajnika. U objavljenim izveštajima, dijagnostička laparoskopija ima osetljivost od 78-84% za direktnu identifikaciju endometrioze; peritonealna biopsija karlice i peritonealna lavaža mogu dodatno poboljšati dijagnostički prinos za 20-25%. Dijagnostička laparoskopija je veoma precizan metod za procenu žena sa PID i ima dijagnostičku tačnost od 78-92%.

#### Neplodnost
Neplodnost je jedna uobičajena indikacija u kojoj dijagnostička laparoskopija igra važnu ulogu. Dijagnostička laparoskopija se često kombinuje sa histerosalpingografijom kako bi se procenila prohodnost jajovoda, tokom koje se takođe može preduzeti terapijska intervencija. Dijagnostička laparoskopija ima uspeh od 21-68% za identifikaciju uzroka neplodnosti.

### Intenzivna nega
Kritično bolesni pacijenti sa sumnjom na intraabdominalnu patologiju predstavljaju jedinstveno težak dijagnostički problem. Dok je potreba za ubrzanjem dijagnoze, isključivanjem intraabdominalne patologije i sticanjem kontrole nad izvorom hitna, postoje inherentni rizici u transportu pacijenata na intenzivnoj nezi koji su često nestabilni i zahtevaju mehaničku respiratornu ili inotropnu podršku bilo radiologa ili hirurga.
Dijagnostička laparoskopija uz krevet, koja se može izvesti u okviru intenzivne nege, često uz lokalnu anesteziju ili IV sedaciju, idealna je za ove pacijente jer može ubrzati dijagnozu, omogućiti terapijsku intervenciju i izbeći morbiditet otvorene eksploracije. Međutim, mora se napomenuti da se sva patološka stanja ne mogu lako identifikovati eksplorativnom laparoskopijom. Stanja koja uključuju retroperitoneum (uključujući pankreas, perinefričnu oblast i bubrege) mogu se propustiti eksplorativnom laparoskopijom.
Uz to, eksplorativna laparoskopija je pokazala odličnu tačnost u dijagnozi češćih uzroka sepse povezane sa intenzivnom negom, kao što su ishemijsko crevo, intraabdominalni apsces, perforirani viskus i akalkulozni/gangrenozni holecistitis.

### Ostalo.
Postoje i mnogi drugi razlozi za podvrgavanje dijagnostičkoj laparoskopiji, koji ovdje ne mogu svi biti navedeni.

## Kontraindikacije
Odabir pacijenata za dijagnostičku laparoskopiju uz identifikaciju relativnih ili apsolutnih kontraindikacija je od vitalnog značaja za uspešan ishod laparoskopske procedure.
Pored detaljne anamneze i pažljivog fizičkog pregleda, treba uložiti poseban napor da se identifikuje prethodna istorija abdominalne hirurgije, intraabdominalnog apscesa, perforiranog apendicitisa ili prisustva intraperitonealne mreže za ventralnu kilu; ovi uslovi mogu biti povezani sa značajnim priraslicama. Laboratorijske studije, elektrokardiografiju (EKG) i radiografiju grudnog koša treba izvoditi prema istim kriterijumima relevantnim za svaku hiruršku proceduru koja zahteva opštu anesteziju.
Pacijentima sa istorijom teške hronične opstruktivne plućne bolesti (HOBP) mogu biti potrebne dodatne studije, kao što su gasovi arterijske krvi i testovi plućne funkcije. Helijum gas se može smatrati alternativnim insuflantom. Teške srčane aritmije treba proceniti i lečiti; hiperkarbija i rezultirajuća acidoza mogu imati štetne efekte na miokard naglašavajući ishemiju.

### Apsolutne kontraindikacije
Apsolutne kontraindikacije za eksplorativnu laparoskopiju uključuju sledeće:
- Poznate ili očigledne indikacije za terapijsku intervenciju, kao što su perforacija, peritonitis, poznata intraabdominalna povreda, komplikacije prethodne operacije, šok, evisceracija ili dehiscencija trbušnog zida

- Akutna opstrukcija creva povezana sa masivnom (>4 cm) dilatacijom creva, koja može zamagliti laparoskopski pogled i povećati verovatnoću povrede creva

- Nekorigovana koagulopatija

- Napet ili rastegnut stomak (sa sumnjom na sindrom intraabdominalnog odeljka)

- Trauma sa hemodinamskom nestabilnošću ili jasnim naznakom povreda creva, kao što je prisustvo žuči ili evisceracije

### Relativne kontraindikacije
Relativne kontraindikacije za dijagnostičku laparoskopiju uključuju sledeće:
- Pacijenti intenzivne nege koji su previše bolesni da bi tolerisali pneumoperitoneum, potencijalnu hiperkarbiju ili opštu anesteziju

- Infekcija prednjeg trbušnog zida (celulitis ili infekcija mekog tkiva)

- Nedavna laparotomija (≤ 4-6 nedelja) ili ekstenzivne adhezije sekundarne prethodne operacije abdomena

- Aortoilijakalna aneurizmalna bolest (može biti povezana sa povećanim rizikom od vaskularne rupture)

- Trudnoća (može biti povezana sa povredom gravidne materice ili fetalnim distresom)

- Kardiopulmonalni kompromis

- Bolesna gojaznost

## Obrazovanje i saglasnost pacijenata
Iako je laparoskopska hirurgija generalno povezana sa ukupnim smanjenjem bola i morbiditeta, ostaje potencijal za ozbiljne komplikacije, slične onima koje su povezane sa standardnom otvorenom incizionom hirurgijom.
Pacijenti treba da razumeju inherentne rizike povezane sa laparoskopskim procedurama, odnosno prelazak na otvorenu operaciju zbog mogućih:
- krvarenja,
- povrede creva, tokom eksplorativne (dijagnostičke) laparoskopije.
- neuspeha u metodi

- fatalnu gasnu emboliju,
- probleme usled hiperkarbije,
- postoperativni krepitus i pneumotoraks,
- komplikacije specifične za proceduru

## Komplikacije
Bilo koji invazivni dijagnostički postupak može imati pridružene komplikacije. Najčešće komplikacije bilo koje operacije su krvarenje i infekcije. Postoji mali rizik od drugih komplikacija koje su moguće i ograničene su na, povrede trbušnih organa, creva, mokraćne bešike, ili krvnih sudova.
Kod ascitesa, on može procuriti s jednog od operativnih mesta, privremeno, pre njegovog zaustavljanja.
Kod malog broja pacijenata laparoskopska metoda se ne može izvesti. Odluka o izvođenju otvorenog postupka donosi hirurg ako smatra da je najsigurnije pretvoriti laparoskopski zahvat u otvoreni. Ali to nije komplikacija, već odluka da se prelaskom na otvoreni postupak obezbedi odgovarajuća sigurnosti pacijenata.

## Spoljašnje veze
- Diagnostic Laparoscopy — Society of American Gastrointestinal and Endoscopic Surgeons. (језик: енглески)

|  | Molimo Vas, obratite pažnju na važno upozorenje u vezi sa temama iz oblasti medicine (zdravlja). |